# District d'Andaman du Sud
Le district d'Andaman du Sud (ou Andaman méridional) est l'un des trois districts du territoire de l'Union indien des îles Andaman et Nicobar, situé dans le golfe du Bengale. La capitale de ce territoire, Port Blair, est également le siège du district. L'Andaman du Sud a une superficie de 2 980 km². Le district comprend 3 tehsils, Port Blair, Ferrargunj et Petite Andaman.

## Histoire
Ce district a été créé le 18 août 2006, en bifurquant l'ancien district d'Andaman.

## Géographie
Le district d'Andaman du Sud a une superficie de 2 980 km² (1 150 sq mi), équivalent à l'île Mansel du Canada.

## Démographie
Selon le recensement de 2011, le district d'Andaman du Sud compte 238 142 habitants, à peu près égal à la nation de Vanuatu. Cela lui confère la place de 584ème district en Inde en termes de population (sur un total de 640). Le district a une densité de population de 80 habitants par kilomètre carré (210/sq mi). Son taux de croissance démographique sur la décennie 2001-2011 était de 13,97% . L'Andaman méridional a un sex-ratio de 874 femmes pour 1 000 hommes et un taux d'alphabétisation de 88,49%.
Quatre des cinq groupes ethniques andamanais indigènes, à savoir les Onges, les Jarawas, les Grands Andamanais et les Sentinelles, vivent dans ce district.

### Langues
Langues parlés en Andaman du Sud selon le recensement de 2011
- Bengali (21,07 %)
- Tamoul (20,70 %)
- Hindi (18,40 %)
- Télougou (17,66 %)
- Malayalam (9,85 %)
- Sadri (3,34 %)
- Kurukh (3,07 %)
- Langues nicobar (1,67 %)
- Autres (4,24 %)

Selon le recensement de 2011, le bengali est la langue la plus parlée, avec 21,07% de la population du district qui la parle, suivi du tamoul (20,70%), de l'hindi (18,40%), du télougou (17,66%), du malayalam (9,85%), du sadri (3,34%). ), du kurukh (3,07%), des langues nicobar (1,67%) et autres.

### Religion
Religion dans le district d'Andaman du Sud (selon le recensement de 2011)
- Hindouisme (73,26 %)
- Christianisme (13,87 %)
- Islam (12,14 %)
- Sikhisme (0,36 %)
- Bouddhisme (0,06 %)
- Autres (0,31 %)

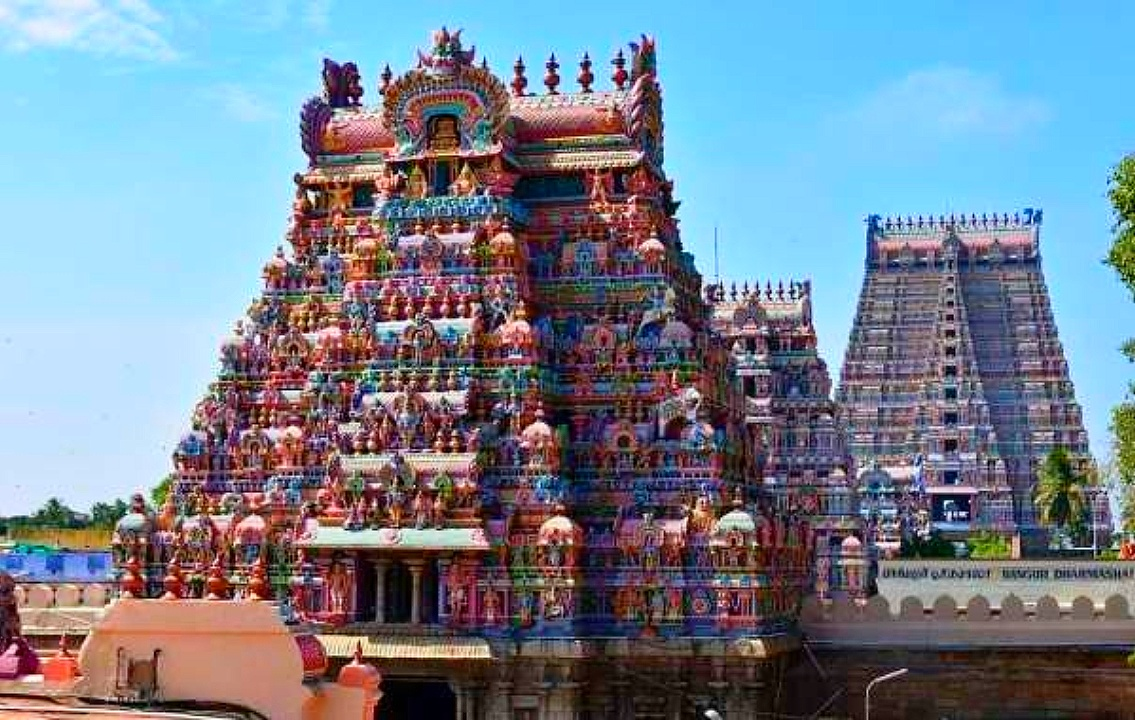
Temple Sri Vettimalai Mutugan à Port Blair

L'hindouisme est pratiqué par la majorité de la population du district d'Andaman du Sud. Le christianisme et l'islam sont aussi pratiqués par une population considérable..